# Escuelas Pías de Albacete
Las Escuelas Pías de Albacete, también conocido como Escolapios, es un edificio de estilo neoclásico situado en la ciudad española de Albacete.
Fue inaugurado en 1930. Es obra del arquitecto Buenaventura Ferrando Castells, autor también de otros edificios emblemáticos de la capital albaceteña como el Pasaje Lodares.
Alberga el histórico Colegio Escuelas Pías Albacete, fundado en 1924, que pertenece a la orden religiosa católica de los Padres Escolapios (Escuelas Pías) y forma parte de la provincia escolapia de Betania.
El grandioso edificio cuenta con cuatro alturas que albergan numerosas instalaciones entre las que destacan la iglesia de Escolapios, un polideportivo, gimnasio, salón de actos, biblioteca u oratorio.